# تاريخ بوليفيا (1809-1920)

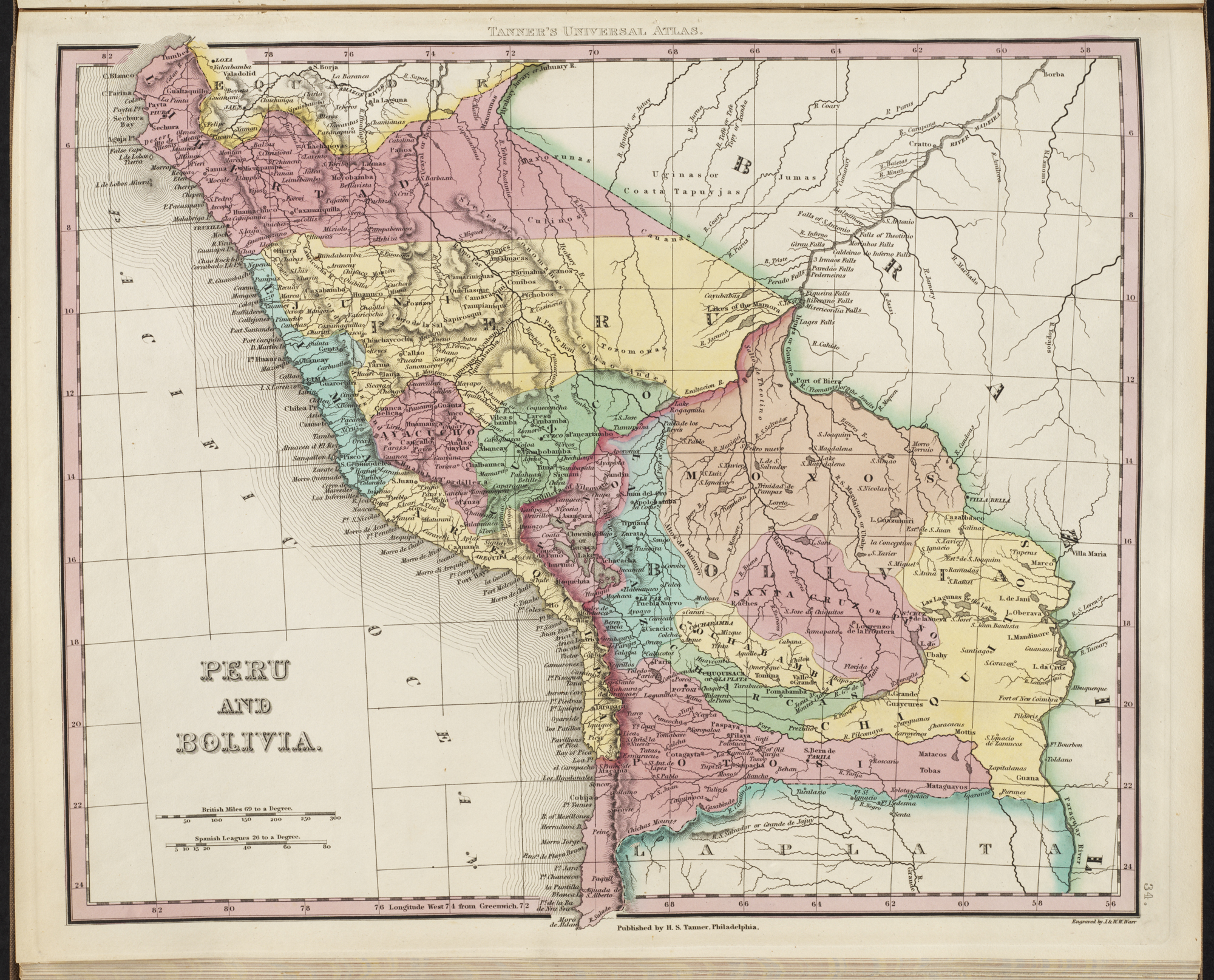

كان غزو قوات نابليون بونابارت لشبه الجزيرة الإيبيرية عام 1807-1808 أمرًا حاسمًا في حروب الاستقلال في أمريكا الجنوبية، التي بقيت خلالها النخب المحلية في البيرو العليا مواليةً لإسبانيا في أغلب الأحيان وداعمةً للمجلس العسكري المركزي، الحكومة التي حَكمت باسم ملك إسبانيا المخلوع فيرناندو السابع. دخَل العديد من الكريوليين الراديكاليين في صراع داخلي على السلطة بين عامي 1808-1810. أعلن بيدرو دومينغو موريلو دولةً مستقلة في البيرو العليا باسم الملك فيرناندو السابع. خلال السنوات السبع التالية باتت البيرو ساحة صراع بين القوات المسلحة لاتحاد مقاطعات ريو دي لا بلاتا والقوات الملكية من النيابة الملكية على البيرو.
بعد عام 1820 دعم الكريوليون الذين شكلوا الحزب المحافظ الجنرال بيدرو أنتونيو دي أولانيتا. خلال الثورة الليبرالية في إسبانيا بين عامي 1820-1823، بات أولانيتا على قناعة أن الثورة تهدد السلطة الملكية التقليدية، ورفض الانضمام إلى القوات الملكية أو جيوش المتمردين تحت قيادة سيمون بوليفار وأنتونيو خوزيه دي سوسر إي ألكالا. لم يتخلّ أولانيتا عن سلطته حتى بعد أن شمله الملكيون البيروفيون مع قواته في اتفاقية الاستسلام في أعقاب هزيمتهم في معركة أياكوتشو عام 1824، المعركة النهائية لحروب الاستقلال في أمريكا الجنوبية. واصل أولانيتا مقاومته حتى قُتل من قِبل رجاله في 2 أبريل 1825.
خلال رئاسة المارشال أندريس دي سانتا كروز 1829-1839، تمتعت بوليفيا بالفترة الأكثر نجاحًا في تاريخها الباكر من خلال إصلاحات اقتصادية واجتماعية هامة. انخرط سانتا كروز في السياسة البوليفية ونجح في توحيد البيرو وبوليفيا في الاتحاد البيروفي-البوليفي.
خلال حرب الكونفدرالية، أُرغمت جيوش المتمردين التشيليين والبيروفيين على توقيع معاهدة سلام عُرفت باتفاقية باوكارباتا، التي نصت على استسلامهم غير المشروط، إلا أن جيش الكونفدرالية هُزم في معركة يونغاي عام 1839. كانت تلك نقطة التحول في التاريخ البوليفي، إذ هيمنت الانقلابات والأنظمة قصيرة العمر على السياسة البوليفية خلال ال40 عامًا التي تلت ذلك. بعد ابتلائها بأزمة سياسية واقتصادية حادة، ظهر ضعف بوليفيا كذلك خلال حرب المحيط الهادئ (1879-1883)، حين خسرت طريقها إلى المحيط والحقول الغنية بالنترات لمصلحة تشيلي.
نتج عن ارتفاع السعر العالمي للحرير درجة من الازدهار النسبي لبوليفيا والاستقرار السياسي خلال العقد الأول من القرن التاسع عشر في ظل قيادة الحزب المحافظ. نحو عام 1907 حلّ القصدير محل الحرير بصفته مصدر الثروة الأهم للبلاد. طبّقت سلسلة من حكومات الحزب الليبرالي سياسيات مبدأ عدم التدخل على امتداد العقدين الأولين من القرن العشرين قبل انقلاب الحزب الجمهوري عام 1920.

## الصراع من أجل الاستقلال
كان غزو قوات نابليون بونابارت لشبه الجزيرة الإيبيرية عام 1807-1808 أمرًا حاسمًا في حروب الاستقلال في أمريكا الجنوبية. اختبرت الإطاحة بآل بوربون ووضع جوزيف بونابارت على العرش الإسباني ولاء النخب المحلية في البيرو العليا، الذين ووجهوا فجأةً بالعديد من القوى المتصارعة. بقي معظم تلك النخب مواليًا للبوربونيين. دعمت المجلس العسكري المركزي في إسبانيا، حكومة باسم ملك اسبانيا المخلوع فيرناندو السابع، باتخاذها موقف «لننتظر ونرى». في حين رحّب بعض الليبراليين بحماسة بإصلاحات الحكم الكولونيالي التي وعد بها جوزيف بونابارت، دعم آخرون مطالب كارلوتا، شقيقة فيرناندو، التي حكمت البرازيل مع زوجها، جواو السادس ملك البرتغال، وأراد العديد من راديكاليي الكريول (أشخاص من نسب إسباني صافٍ وُلدوا في العالم الجديد) استقلال البيرو العليا.
نجم عن صراع السلطة هذا صراع قوة محلي في البيرو العليا بين عامي 1808 و1810 وشكّل الفترة الأولى من الجهود لتحقيق الاستقلال. في عام 1808 طالب رئيس أوديينسيا، رامون غارسيا ليون دي بيزارو، بالاتحاد مع المجلس العسكري المركزي، غير أن القضاة المحافظين في أدوينسيا تأثروا بالفلسفة الملكية الأوتوقراطية، ورفضوا الاعتراف بسلطة المجلس العسكري لأنهم نظروا إليه بأنه نتيجة للتمرد. في 25 مايو 1809، تصاعد التوتر مع رفض الكريوليين الراديكاليين الاعتراف بالمجلس العسكري لأنهم أرادوا الاستقلال، وخرجوا إلى الشوارع. سُحقت هذه الثورة، وهي واحدة من الثورات الأولى في أمريكا اللاتينية، بعد فترة قصيرة من قبل السلطات.
في 16 يوليو 1809، قاد بيدرو دومينغو موريلو ثورة أخرى للكريوليين والمسيتيثويين (من نسب أوروبي وهندي مختلط) في لاباز وأعلن دولةً مستقلة في البيرو العليا باسم فيرناندو السابع. كان الولاء لفيرناندو ذريعةً استُخدمت لتشريع حركة الاستقلال. بحلول نوفمبر 1809، انضم كوتشابامبا وأورورو وبوتوسي إلى موريلو. على الرغم من أن الثورة سُحقت من قبل القوات الملكية التي أرسلها نائب ملك البيرو إلى لاباز وإلى تشوكويساكا من قبل نائب ملك ريو دي لا بلاتا، لم تخضع البيرو العليا مجددًا لسيطرة إسبانيا التامة.
خلال السنوات السبع التالية، باتت بيرو العليا ساحة صراع للقوات لاتحاد مقاطعات ريو دي لا بلاتا المستقلة والقوات الملكية من النيابة الملكية على البيرو. على الرغم من صد الملكيين لأربع غزوات أرجنتينية، سيطر الفدائيون على معظم المناطق الريفية، حيث شكلوا ست جماعات ريبليكيتا رئيسية، أو مناطق تمرد. في هذه المناطق، تطورت الوطنية المحلية في نهاية المطاف إلى صراع لنيل الاستقلال.
بحلول عام 1817 عمَّ هدوء نسبي في البيرو العليا وكانت تحت سيطرة ليما. بعد عام 1820، دعم كريوليو الحزب المحافظ الفريق أول بيدرو أنتونيو دي أولانيتا، مواطن سوكري، الذي رفض قبول التدابير التي اتخذها البرلمان الإسباني (السلطة التشريعية) للتوفيق بين المستعمرات بعد الثورة الليبرالية في إسبانيا. مع قناعة أولانيتا بتشكيل الإجراءات هذه تهديدًا للسلطة الملكية، رفض الانضمام إلى القوات الملكية أو جيوش المتمردين تحت قيادة سيمون بوليفار وأنتونيو خوزيه دي سوسر إي ألكالا. لم يتخلّ أولانيتا عن سلطته حتى بعد أن شمله البيروفيون الملكيون مع قواته في اتفاقية الاستسلام بعد هزيمتهم في معركة أياكوتشو عام 1824، المعركة النهائية لحروب الاستقلال في أمريكا اللاتينية. واصل أولانيتا حرب الكيخوتية إلى أن هُزمت قواته من قبل قوات سوكري، وقُتل من قبل رجاله في 1 أبريل 1825، في معركة أنهت فعليًا الحكم الإسباني في البيرو العليا.

## تأسيس بوليفيا وبوليفار وسوكري وسانتا كروز
في 6 أغسطس 1825، تبنّت الجمعية إعلان الاستقلال البوليفي، بعد خمسة أيام، اختارت الجمعية، آملةً بأن تهدّئ تحفظات بوليفار حول استقلال البيرو العليا، تسمية البلد الجديد على اسمه. دخل سيمون بوليفار لاباز منتصرًا في 8 أغسطس 1825. خلال حكمه القصير لأقل من خمسة أشهر، أصدر سيلًا من المراسيم والقرارات والأوامر التي تعكس أفكاره حول الحكومة. أعلن مساواة جميع المواطنين وألغى مدفوعات الإتاوة، مستبدلًا إياها بـ«مساهمة مباشرة» بلغت أقل من نصف المدفوعات السابقة. أصدر بوليفار أيضًا مرسوم إصلاح الأراضي لتوزيع الأرض، مع تفضيل للهنود، وحاول الحد من نفوذ الكنيسة الكاثوليكية الرومانية في السياسة. لم تطبّق معظم مراسيمه خلال فترته القصيرة، إلا أنها كانت متضمَّنة في الدستور الذي كتبه لبوليفيا بعد مغادرته في يناير 1826.
على الرغم من محاولاته في الإصلاح، كان بوليفار صريحًا حول شكوكه في قدرة البوليفيين على حكم أنفسهم. كان حذرًا بتجنّبه الاعتراف باستقلال بوليفيا، وأشار دائمًا إلى البلاد بالبيرو العليا ووقع مراسيمه بصفته دكتاتور البيرو.